# Quảng Nam
Quảng Nam is een provincie van Vietnam. Quảng Nam telt 1.372.424 inwoners op een oppervlakte van 10.406 km². De hoofdstad van de provincie is Tam Kỳ. Tot 1976 was het een onderdeel van de provincie Quảng Nam-Đà Nẵng.

## Geschiedenis
Quảng Nam ligt op de plek van het vroegere Koninkrijk Champa, een koninkrijk dat heeft bestaan van 192 tot 1832. Van de Champacultuur zijn her en der nog overblijfselen te zien in het landschap, vooral in de vorm van bouwwerken. Zo zijn er bijvoorbeeld in Tam Xuân 1 in de huyện Núi Thành de Khương Mỹtorens en in Tam An in de huyện Phú Ninh staan de Chiên Đàntorens.
Zowel de Khương Mỹtorens als de Chiên Đàntorens zijn torens uit de tijd van de Champacultuur. Het zijn bouwwerken die bestaan ieder uit drie torens op een brede basis. Alle torens zijn ongeveer even groot.

## Geografie en topografie
Tot 1962 was de provincie Quảng Nam groter, dan tegenwoordig het geval is. De provincie Quảng Đà werd toen gesplitst in Quảng Nam en Quảng Tín. De stad Đà Nẵng behoorde ook tot de provincie Quảng Nam. Het zuiden van Quảng Nam werd van de provincie afgesplitst en werd toen een nieuwe provincie, Quảng Tín met de stad Tam Kỳ als hoofdstad. Deze provincie heeft tot 2 juli 1976 bestaan, de dag dat Noord-Vietnam werd herenigd met de Republiek Zuid-Vietnam tot het huidige Vietnam. Quảng Tín kwam toen bij de provincie en werd omgedoopt tot Quảng Nam-Đà Nẵng.
De provincie Quảng Nam-Đà Nẵng heeft bestaan tot 6 november 1996. Đà Nẵng werd toen opgewaardeerd tot een centrale stad met provincierechten.

### Districten
Het huidige Quảng Nam is onderverdeeld in zestien huyện.
- Huyện Bắc Trà My
- Huyện Đại Lộc
- Huyện Điện Bàn
- Huyện Đông Giang
- Huyện Duy Xuyên
- Huyện Hiệp Đức
- Huyện Nam Giang
- Huyện Nam Trà My
- Huyện Nông Sơn
- Huyện Núi Thành
- Huyện Phú Ninh
- Huyện Phước Sơn
- Huyện Quế Sơn
- Huyện Tây Giang
- Huyện Thăng Bình
- Huyện Tiên Phước

## Verkeer en vervoer
Een van de belangrijkste verkeersaders is de Quốc lộ 1A. Deze weg verbindt Lạng Sơn met Cà Mau. Deze weg is gebouwd in 1930 door de Franse kolonisator. De weg volgt voor een groot gedeelte de route van de AH1. Deze Aziatische weg is de langste Aziatische weg en gaat van Tokio in Japan via verschillende landen, waaronder de Volksrepubliek China en Vietnam, naar Turkije. De weg eindigt bij de grens met Bulgarije en gaat vervolgens verder als de Europese weg 80.
Een andere belangrijke verkeersader is de Quốc lộ 14. Deze 890 kilometer lange weg verbindt de Quốc lộ 9 in Quảng Trị met de Quốc lộ 13 in Bình Phước. Daarnaast zijn er in Quảng Nam een aantal afgeleide wegen van deze Quốc lộ, die de Quốc lộ 14 met de Quốc lộ 1A verbinden. Dit zijn de Quốc lộ 14B en de Quốc lộ 14E. De Quốc lộ 14D is een afgeleide weg van de weg Quốc lộ 14 naar Sekong in Laos.
Daarnaast zijn er nog een aantal tỉnh lộ's in Quảng Nam, de 604, 607, 609, 610, 611,  de afgeleide 611B, 613, 614, 615, 616 en de 617.
In het oosten ligt ook de Spoorlijn Hanoi - Ho Chi Minhstad. Deze spoorlijn is de langste van Vietnam en verbindt Station Hanoi in de Vietnamese hoofdstad Hanoi met Station Sài Gòn in Ho Chi Minhstad. Er staan spoorwegstations in Núi Thành, Tam Kỳ, Phú Ninh, Thăng Bình, Duy Xuyên en Điện Bàn.

## Onderwijs
In de hoofdstad van Quảng Nam Tam Kỳ staat de Universiteit van Quảng Nam. Deze bevindt zich in phường An Mỹ.